# Оґава (Сайтама)

36°3′24″ пн. ш. 139°15′43″ сх. д. / 36.05667° пн. ш. 139.26194° сх. д.
Оґа́ва (яп. 小川町, おがわまち, МФА: [ogawa mat͡ɕi̥]) — містечко в Японії, в повіті Хікі префектури Сайтама. Станом на 1 жовтня 2008 площа містечка становила 60,45 км². Станом на 1 січня 2009 населення містечка становило 33 847 осіб.